# 聖羅莎 (亞利桑那州)
聖羅莎（英語：Santa Rosa）是位於美國亞利桑那州皮馬縣的一個人口普查指定地區。根據2010年美國人口普查，該地共人口438人，而該地的面積約為16.96平方千米。

## 地理
聖羅莎的座標為32°19′33″N 112°02′34″W / 32.32583°N 112.04278°W，而該地最高點為海拔高度552米（即1811英尺）。